# Universitatea Johns Hopkins
Universitatea Johns Hopkins (din engleză Johns Hopkins University, de obicei numită Johns Hopkins, JHU sau mai simplu Hopkins) este o universitate privată de cercetări din Baltimore, Maryland, Statele Unite. Johns Hopkins University are campusuri în Maryland, Washington, D.C., Italia China și Singapore.

## Istoric

### Primii ani
Universitatea a fost inaugurată la 22 ianuarie 1876 și a fost numită după finanțatorul ei, filantropul Johns Hopkins (1795–1873). Daniel Coit Gilman a fost numit ca primul președinte al universității slujind de la data inaugurării sale.